# Senda macomita
Senda macomita ou Caminho dos macomitas foi uma Via de comunicação terrestre utilizada principalmente pelos povos Indígenas que atravessavam as florestas do Chaco, unindo o Rio Bermejo ao Rio Salado, ao norte onde hoje é a Argentina.
O caminho recebeu esse nome porque passava por um território habitados pelos macomitas, família dos wichi.
Sua importância de deve às características de uma região das bosques chaquenhos conhecida como El Impenetrable pelo seu difícil acesso. A vegetação arbustiva e arbórea, seca e espinhosa formavam uma barreira natural que uníam as cidades litorâneas do Vice-Reino do Rio da Prata com as localizadas ao oeste. A cidade de Concepción de Buena Esperanza foi fundada por espanhóis sob a rodovia para servir de via segura entre Assunção e Nossa Senhora de Talavera, duas das principais cidades do Século XVII. Também há referências de que o governador da Província de Salta de Tucumán passou pela rodovia durante sua expedição que finalizou o acordo do tratado de paz La Cangayé.